# Actinia kraemeri
Actinia kraemeri är en havsanemonart som beskrevs av Ferdinand Albin Pax 1914. Actinia kraemeri ingår i släktet Actinia och familjen Actiniidae. Inga underarter finns listade i Catalogue of Life.